# Bieszków Dolny
Bieszków Dolny [ˈbjɛʂkuf ˈdɔlnɨ] est un village polonais de la gmina de Mirów, du powiat de Szydłowiec et dans la voïvodie de Mazovie dans le centre-est de la Pologne.
Il se situe à environ 9 kilomètres au sud-est de Szydłowiec et à 113 kilomètres au sud de Varsovie.